# مانو (لاعب كرة قدم)
مانو (بالإسبانية: José Manuel Rodríguez Morgade)‏ هو لاعب كرة قدم إسباني، ولد في 22 يونيو 1984 في فيدنسفيل في سويسرا. لعب مع نادي أورينسي ونادي إلتشي ونادي لوغو.

## وصلات خارجية
- مانو على موقع قاعدة بيانات كرة القدم.إي يو (الإنجليزية)
- مانو على موقع Soccerbase.com (لاعب) (الإنجليزية)
- مانو على موقع Soccerway.com (الإنجليزية)
- مانو على موقع AS.com (الإسبانية)